# Живильник вібраційний
Живи́льник вібраці́йний — живильник для сипкого матеріалу, у якому робочий орган здійснює вимушені коливання. Цей різновид пристрою вібраційного транспортування у залежності від галузі застосування і покладених на нього функцій може розглядатись як:
- 1) Установка для перевантаження і класифікації гірничої маси в перевантажувальних комплексах на кар'єрах при потоковій і циклічно-потоковій технологіях. Умовно виділяють власне вібраційні живильники та вібраційні живильники-грохоти. Привод вібраційного живильника буває інерційний або ексцентриковий. Вібраційний живильник з інерційним приводом виконується за одномасною і двомасною схемою. У одномасних живильниках використовуються вібратори дебалансного і самобалансного типів. У двомасних установках, що складаються з вантажонесучого органу, вібратора, робочих пружних зв'язків і амортизаторів, є реактивна маса, якою служить спеціальна важка рама або сам вібратор. Живильники з ексцентриковим приводом частіше за все виконують за одномасною схемою. Продуктивність вібраційних живильників-грохотів до 2000 т/год, частота коливань 730 хв−1, кут нахилу при встановленні не перевищує 15°.

- 2) Живильник, яким споряджають бункери, силоси тощо. Особливо ефективний при вивантаженні вологого матеріалу або матеріалу, схильного до злежування.